# Jacobus Maria Bemelman
Jacobus Maria Bemelman, Tommy Wonder, född 29 november 1953, död 26 juni 2006, var en nederländsk illusionist.